# Tombolo (geografia)

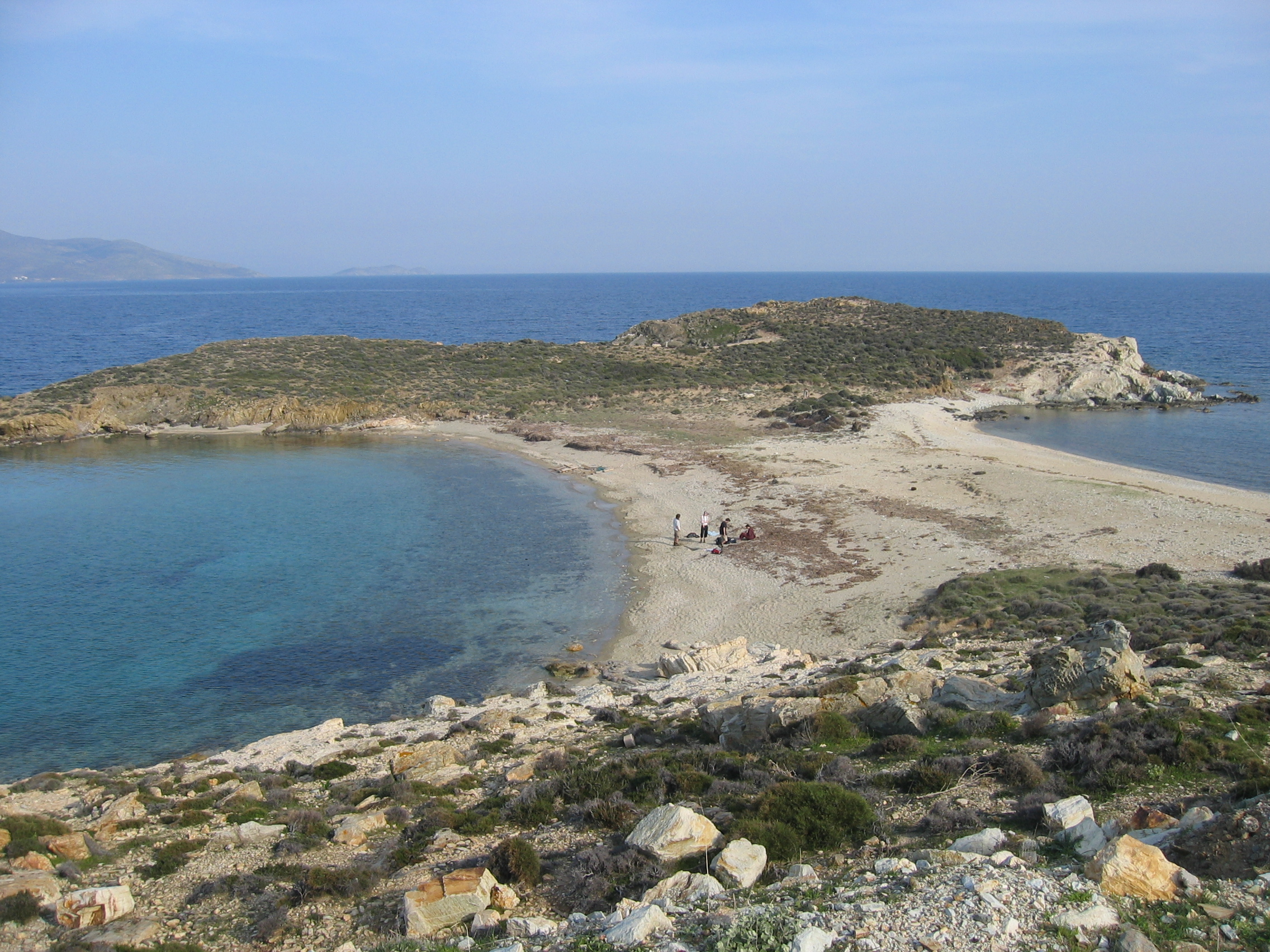
Tombolo niedaleko Karistos w Grecji

Tombolo – wąski pas łączący ląd stały z wyspą przybrzeżną albo dwie wyspy z sobą, powstały w wyniku naniesienia piasku i żwiru przez prądy morskie. 
Na jedną wyspę może prowadzić kilka tomboli. 